# مطار أكوليفيك
مطار أكوليفيك (بالإنجليزية: Akulivik Airport)‏ (إياتا: AKV، إيكاو: CYKO) هو مطار يقع في أكوليفيك كيبيك، كندا.